# Piikkiö
Piikkiö este o fostă comună din Finlanda.

## Personalități născute aici
- Jenni Dahlman (n. 1981), fotomodel, Miss Scandinavia în 2001.